# Válság x-földön, 4. rész

## Cselekmény
Martin Steint a hajóra viszik, hogy Gideon meggyógyítsa, de sajnos életveszélyben van, nem bírja már sokáig. Csak Jefferson tudja életben tartani, de Martin Stein javasolja Jeffersonnak: hagyja meghalni, hisz már nagyon öreg. Ezért Jefferson egy vakcinatartalmú italt ad neki, amit Harrison és Cisco készítettek, hogy szétválhassanak.

## Szereplők
| Karakter                              | Színész                   | Magyar hang       |
| ------------------------------------- | ------------------------- | ----------------- |
| Dr. Martin Stein / Tűzvihar           | Victor Garber             | Kőszegi Ákos      |
| Sara Lance / Fehér Kanári             | Caity Lotz                | Nemes Takách Kata |
| Jefferson "Jax" Jackson / Tűzvihar    | Franz Drameh              | Sándor Péter      |
| Amaya Jiwe / Vixen (1942)             | Maisie Richardson-Sellers | Gyöngy Zsuzsa     |
| Nate Heywood / Acél                   | Nick Zano                 | Széles Tamás      |
| Ray Palmer / Az Atom                  | Brandon Routh             | Pál Tamás         |
| Barry Allen / Flash                   | Grant Gustin              | Szabó Máté        |
| Oliver Queen / Zöld Íjász             | Stephen Amell             | Bozsó Péter       |
| Alexandra 'Alex' Danvers              | Chyler Leigh              | Varga Gabriella   |
| Oliver Queen / Sötét Íjász (X-Föld)   | Stephen Amell             | Bozsó Péter       |
| Kara Danvers / Overgirl (X-Föld)      | Melissa Benoist           | Gáspár Kata       |
| Eobard Thawne / Sötét Flash (X-Föld)  | Tom Cavanagh              | Debreczeny Csaba  |
| Winn Schott / Scott tábornok (X-Föld) | Jeremy Jordan             | Molnár Áron       |
| Leo Snart / Fagypolgár (X-Föld)       | Wentworth Miller          | Hevér Gábor       |
| Ray Terrill / The Ray (X-Föld)        | Russell Tovey             | ?                 |